# چارلز کورنلیوس

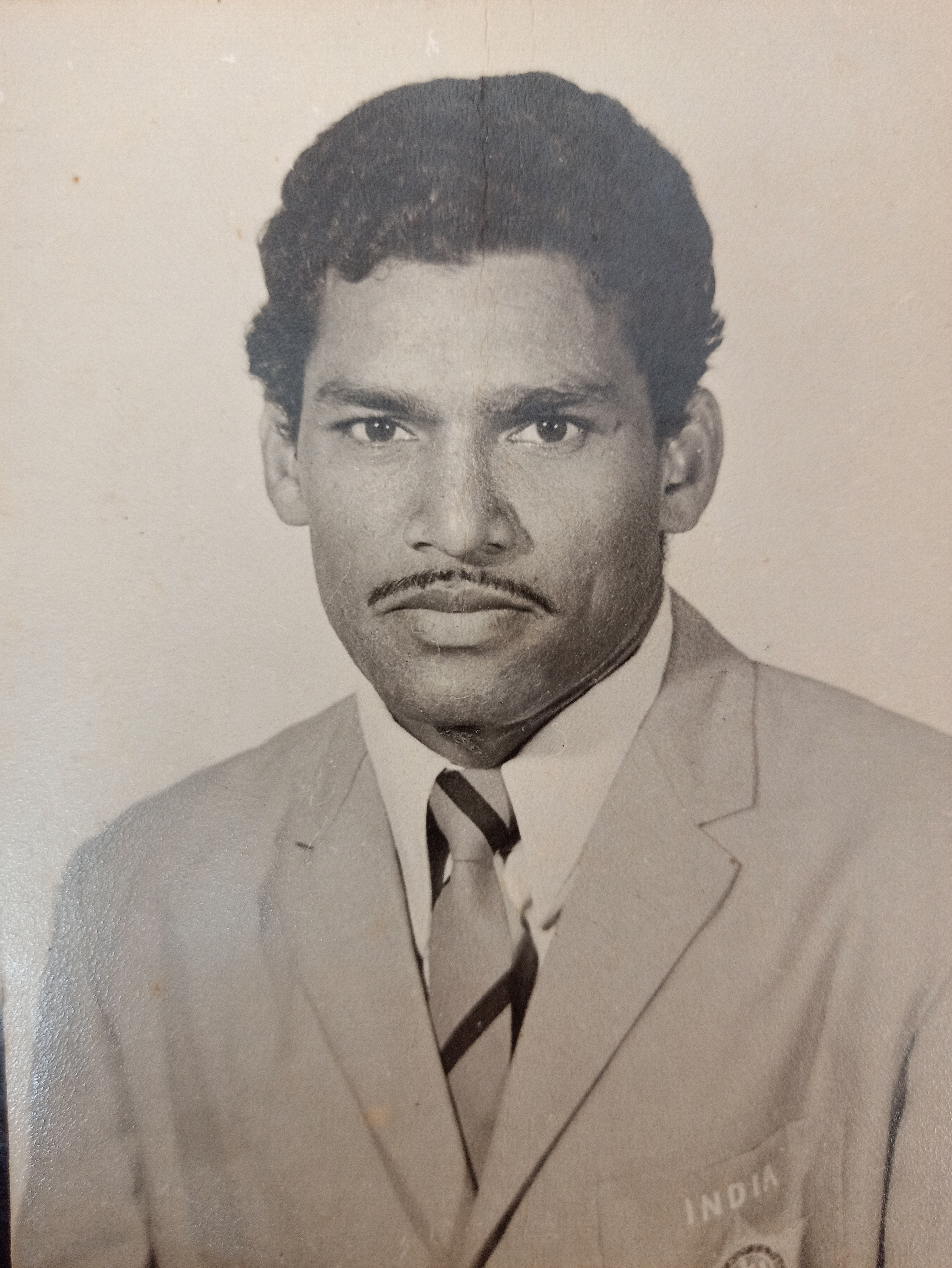

چارلز کورنلیوس (انگلیسی: Charles Cornelius؛ زادهٔ ۲۷ اکتبر ۱۹۴۵) بازیکن هاکی روی چمن اهل راج بریتانیا است.